# ماركوس فينيسيوس
ماركوس فينيسيوس (29 مارس 1984 في البرازيل - ) هو لاعب كرة قدم برازيلي في مركز الهجوم. لعب مع أركا غدينيا وCzarni Żagań ‏ ونادي أولاريا أتلتيكو وAngra dos Reis Esporte Clube ‏ وGKS Bełchatów ‏ وZdrój Ciechocinek ‏.

## وصلات خارجية
- ماركوس فينيسيوس على موقع قاعدة بيانات كرة القدم.إي يو (الإنجليزية)
- ماركوس فينيسيوس على موقع Soccerway.com (الإنجليزية)